# Amadeo Giannini
Amadeo Pietro "A.P." Giannini, född 6 maj 1870, död 3 juni 1949, var en amerikansk bankir som var grundare till den San Francisco-baserade banken Bank of Italy, som var en av två banker som la grund till dagens globala bankkoncern Bank of America Corporation. Han anses vara en av pionjärerna inom amerikansk bankväsen och är klassificerad som innovatör till flera av dagens affärsområden som banker gör sina affärer i och hur holdingbolag är strukturerade. Giannini var också en av de första som insåg att banksektorn kunde inte bara ha överklassen som sina kunder utan kundskaran borde breddas och även inkludera alla samhällsklasser för att få in än mer intäkter.
Han grundade Bank of Italy den 17 oktober 1904 som en bank för arbetare och immigranter, de som brukade bli avfärdade att låna av de andra bankerna. Banken blev snabbt framgångsrik och tillgångarna växte med hela 7 872% första året. Direkt efter den stora jordbävningen 1906 var han snabb att flytta bankens tillgångar medan de andra bankerna reagerade för sent och var tvungna att hålla stängt i flera veckor efter katastrofen på grund av skade- och brandriskerna, medan Giannini och Bank of Italy kunde fortsätta att låna ut till efterarbetet efter jordbävningen. Mellan 1909 och 1923 fusionerades ett antal Los Angeles-baserade banker med varandra och 1923 etablerades Bank of America, Los Angeles av advokaten och affärsmannen Orra E. Monnette och fem år senare blev han kontaktad av Giannini om ett förslag att slå ihop Bank of America, Los Angeles med Bank of Italy. De båda två var överens om att banken borde heta enbart Bank of America, för att representera kunder i samtliga amerikanska delstater. Monnette hade något som Giannini ville åt och det var det lyckade arbetet med att centralisera bankverksamheten och den lukrativa marknaden i Los Angeles County. Han valde samtidigt starta holdingbolaget Transamerica Corporation för att placera sina affärsintressen där, under en tidpunkt var Transamerica den kontrollerade aktieägaren av Bank of America. Det fick sitt slut 1956 när USA:s kongress röstade genom lagen Bank Holding Company Act där de förbjöd bankernas holdingbolag att ha intressen i andra bolag i andra branscher. Han utsågs till styrelseordförande för Bank of America och var på den positionen fram till 1945, när han valde gå i pension.
Giannini finansierade olika projekt som bland annat bygget av Golden Gate-bron, den animerade filmen Snövit och de sju dvärgarna, gav ut lån till Charlie Chaplin, D.W. Griffith, Douglas Fairbanks, Sr. och Mary Pickford så de kunde bilda filmbolaget United Artists, återbyggandet av fabriker för det italienska bilmärket Fiat efter andra världskriget, ge lån till William Hewlett och David Packard för att starta datorföretaget Hewlett-Packard och finansiera industrimagnaten Henry J. Kaisers företagsimperium. Gianninis vänskap med filmskaparen Walt Disney gjorde att Bank of America var och finansierade många av Disneys andra animerade filmer som Pinocchio, Peter Pan, Askungen och Bambi och även konstruktionerna av nöjesparkerna Disneyland i Anaheim, Kalifornien och Walt Disney World Resort i Orlando, Florida. Banken var också en av stöttepelarna för andra filmbolag i Hollywood under och efter den stora depressionen tack vare Giannini och var med och finansierade filmer som Borta med vinden, West Side Story, Livet är underbart och Chaplins pojke.